# جاکلین زایفریدسبرگر
جاکلین زایفریدسبرگر (آلمانی: Jacqueline Seifriedsberger؛ زادهٔ ۲۰ ژانویهٔ ۱۹۹۱) اسکی‌باز پرش زن اهل اتریش است.